# Dino Grossi
Dino Anthony Grossi (Toronto, 25 giugno 1970) è un allenatore di hockey su ghiaccio ed ex hockeista su ghiaccio canadese naturalizzato italiano, di ruolo attaccante.

## Carriera

### Giocatore

#### Club
Dopo l'esperienza universitaria in NCAA, durante la quale fu scelto dai Chicago Blackhawks al draft 1990 ma mai messo sotto contratto, ed un anno in cui si divise tra la Colonial Hockey League (Flint Generals) e la International Hockey League (Indianapolis Ice), Grossi si trasferì in Europa, dove giocò per tutta la carriera dividendosi tra Francia e Italia.
In Francia militò per l'ASG Angers (1994-1995), HC Reims (1995-1996 e 1999-2000), HC Brest (dal 1996 al gennaio 1999 e poi nel 2003-2004), Brûleurs de Loups (la seconda parte della stagione 1998-1999) e ASG Tours (2002-2003); in Italia vestì le maglie dell'HC Brunico, divenuto poi HC Val Pusteria (2000-2001 e 2004-2005), HCJ Milano Vipers (2001-2002, anche se per la maggior parte della stagione giocò col farm team in serie A2, l'SG Cortina, con cui - dopo il ritorno in massima serie - disputò anche la stagione 2005-2006) e l'HC Valpellice (dal 2006 al 2010, le prime tre in A2, l'ultima nuovamente in massima serie).
Si ritirò al termine della stagione 2009-2010.

#### Nazionale
Con la Nazionale italiana disputò due Mondiali di I divisione: nel 2004 e nel 2005 (quest'ultimo vinto).

### Allenatore e ritorno in campo
Nella stagione successiva al ritiro allenò i giovani dell'HC Pinerolo, città dove vive. Dalla stagione 2011-2012 oltre ad allenare le giovenili allena e gioca nella prima squadra, in serie C.
Quando, nella primavera del 2017, l'Hockey Club Pinerolo sospese le attività e venne di fatto sostituito dalla neonata sezione hockey dello Sporting Club Pinerolo, Grossi venne confermato allenatore anche del nuovo sodalizio. Dopo un anno anche lo Sporting sospese le attività della prima squadra, e Grossi è divenuto l'allenatore delle squadre Under-19 ed Under-17 del Valpellice Bulldogs, squadra che all'epoca si occupava solo di settore giovanile. Nella stagione 2019-2020 i Bulldogs si iscrissero in terza serie, e Grossi divenne head coach anche della prima squadra.

## Palmarès

### Club
- Campionato francese: 2

Brest: 1996-1997
Reims: 1999-2000
- Campionato italiano: 1

Milano Vipers: 2001-2002

### Nazionale
- Campionato mondiale di hockey su ghiaccio - Prima Divisione: 1

Paesi Bassi 2005